# Metaphorura
Metaphorura är ett släkte av urinsekter. Metaphorura ingår i familjen blekhoppstjärtar.
Släktet innehåller bara arten Metaphorura affinis.